# Territorios Palestinos

La región en relación con el mundo.

Territorios Palestinos es una de las denominaciones que recibe el territorio formado por las regiones de Cisjordania (5655 km² de superficie terrestre y 220 km² del mar Muerto) y la Franja de Gaza (365 km²). Este término es particularmente usado en mayor medida en Israel y en cierta medida en Estados Unidos, mientras que en otros países en general se suelen usar los términos de Estado de Palestina o sencillamente Palestina.
Las tierras que conforman los Territorios Palestinos formaban parte del mandato británico de Palestina, formado en 1920 como parte de la partición del Imperio otomano. Fueron destinadas por el Plan de las Naciones Unidas para la partición de Palestina de 1947 a constituir un Estado árabe al lado del Estado judío. Tras la guerra árabe-israelí de 1948, fueron conquistadas, ocupadas militarmente y administradas en consecuencia por Jordania y Egipto respectivamente, y por Israel desde 1967 como resultado de su victoria en la guerra de los Seis Días. Como consecuencia de los Acuerdos de Camp David, el gobierno israelí creó en 1981 la Administración Civil para ocuparse de las todas las funciones burocráticas dentro de los territorios conquistados en 1967. En 1994, conforme a los acuerdos de Oslo entre la Organización para la Liberación de Palestina (OLP) y el Gobierno de Israel, se creó la Autoridad Nacional Palestina, la cual fue designada para controlar tanto la seguridad como la administración civil en las áreas urbanas de los territorios y la administración civil en las áreas rurales. En 2005 Israel se retiró de la Franja de Gaza y, como consecuencia, la administración de dicho territorio pasó de facto a Hamás.
Esta denominación puede referirse a los territorios gobernados por la Autoridad Nacional Palestina (ANP),[cita requerida] pero también puede incluir todo el territorio de la Franja de Gaza, Cisjordania y Jerusalén Este. La denominación no incluye los Altos del Golán (ocupados hoy por Israel, pero que pertenecen a Siria), ni las Granjas de Shebaa (reclamadas por Líbano y Siria), ni la península del Sinaí, conquistada por Israel en 1967 y devuelta a Egipto en 1979 tras el Tratado de paz egipcio-israelí.
Esos territorios podrían constituirse en un futuro Estado independiente de Palestina. La ANP reivindica Jerusalén Oriental como su capital, por estar situada en los territorios ocupados por Israel desde 1967.  Al ser excluida de los acuerdos de Oslo, llevó a la ANP a situar los ministerios y órganos de gobierno en Ramala, próxima a Jerusalén, y en Gaza.
Desde el 29 de noviembre de 2012, Palestina es un Estado observador no miembro de la ONU. No obstante, los territorios definidos como zona C por los Acuerdos de Oslo (actualmente, y como consecuencia del Memorandum de Wye River, el 60% de Cisjordania, aproximadamente; aunque originariamente, en los Acuerdos de Oslo era el 72-74%) siguen bajo completa ocupación de Israel y gobernados por la Administración Civil israelí mientras que la Autoridad Nacional Palestina tiene pleno control sobre la zona A (no más del 18% de Cisjordania, aproximadamente).

## Terminología

### Territorios Palestinos Ocupados
El grueso de los Estados miembros de la ONU considera que estos territorios están bajo un régimen de ocupación militar. Por ello, la ONU los denomina con el término «Territorios Palestinos Ocupados» (en inglés Occupied Palestinian Territories - OPT); ya en 1967, la resolución 242 del Consejo de Seguridad, aprobada por unanimidad, pedía el «Retiro de las fuerzas armadas israelíes de los territorios que ocuparon durante el reciente conflicto», y la «terminación de todas las situaciones de beligerancia o alegaciones de su existencia, y respeto y reconocimiento de la soberanía, integridad territorial e independencia política de todos los Estados de la zona y de su derecho a vivir en paz dentro de fronteras seguras y reconocidas y libres de amenaza o actos de fuerza». Según el criterio de Naciones Unidas, este término designa una única entidad política, compuesta por dos territorios físicamente separados (Franja de Gaza y Cisjordania) y de los que Israel deberá retirarse bajo un tratado de paz que garantice también su seguridad y el «derecho a vivir en paz bajo unas fronteras seguras». El tratado de paz entre Israel y Jordania de 26 de octubre de 1994 también habla de «gobierno militar israelí», refiriéndose a Cisjordania. Lo mismo dice el párrafo 78 de la opinión consultiva de la Corte Internacional de Justicia sobre el muro de seguridad de 9 de julio de 2004, en el que Israel es definida como «Potencia ocupante». Para la CIJ, la creación de la Autoridad Nacional Palestina no ha modificado la situación de ocupación por parte de Israel.
En 2005, Israel desmanteló unilateralmente sus asentamientos en la Franja de Gaza, en una decisión sin precedentes llamada Plan de retirada unilateral israelí o «Plan de desconexión», por lo que el término no reflejaría toda la realidad de los territorios.[cita requerida] No obstante, Israel se reservó el derecho a efectuar operaciones antiterroristas, como fueron por ejemplo los bombardeos aéreos e incursiones terrestres del verano de 2006 (Operación Lluvia de Verano) y del invierno 2008-2009 (Operación Plomo Fundido), y los bombardeos desde mar y aire de noviembre de 2012 (Operación Pilar Defensivo), en represalia por ataques terroristas. Además, Israel sigue controlando el movimiento de mercancías y personas en las fronteras y dentro de los territorios, manteniendo un bloqueo que está considerado por Amnistía Internacional como un castigo colectivo a toda la población de la Franja de Gaza.
El 23 de diciembre de 2016 el Consejo de Seguridad de la ONU aprobó la Resolución 2334 reafirmando «que el establecimiento de asentamientos por parte de Israel en el territorio palestino ocupado desde 1967, incluida Jerusalén Oriental, no tiene validez legal» y «expresando grave preocupación por el hecho de que la continuación de las actividades de asentamiento israelíes están poniendo en peligro la viabilidad de la solución biestatal basada en las fronteras de 1967».
El término «Territorios Palestinos Ocupados» incide en la ocupación militar y la administración israelí de Cisjordania, la Franja de Gaza y Jerusalén Este desde 1967.
En 2024, la Corte Internacional de Justicia declaró que el control ejercido por Israel en los territorios palestinos ocupados ―Cisjordania, Gaza y Jerusalén Este― viola las leyes internacionales, instando al gobierno israelí a cesar la actividad colonizadora, así como a reparar el daño causado por la ocupación. En septiembre de 2024, La Asamblea General de las Naciones Unidas adoptó una resolución no vinculante redactada por la delegación palestina que exige a Israel que ponga fin a «su presencia ilegal en el territorio palestino ocupado» en un plazo de 12 meses. La resolución fue aprobada por 124 votos a favor y 14 en contra, incluido Israel, y 43 abstenciones. El embajador palestino calificó la votación como un punto de inflexión «en nuestra lucha por la libertad y la justicia», mientras que su homólogo israelí la calificó como «terrorismo diplomático».

### Territorios disputados
Por su parte, Israel los denomina «territorios en disputa», pues el estatus final de esos territorios así como sus fronteras definitivas, según diversas resoluciones de la ONU[cita requerida] y la Hoja de ruta, deberá ser decidido en un acuerdo entre ambas partes en conflicto. El punto de vista israelí considera que la expresión «territorio ocupado» condiciona el debate, no se emplea en casos análogos (como el Sáhara Occidental, el Norte de Chipre, Tíbet, la isla de Zubarah o las Islas Kuriles) y no se adecua al derecho internacional (donde esa expresión se limita a territorios que hayan contado con soberanía previa). En esa definición de «territorios en disputa», Israel excluye los principales asentamientos construidos en Cisjordania y Jerusalén Oriental, puesto que son considerados por Israel como parte integrante de su territorio nacional, aunque dichas anexiones no son reconocidas como legítimas por la ONU, de acuerdo con la Resolución 2334 de su Consejo de Seguridad. Hay que tener presente que Israel solo ha delimitado mediante tratados bilaterales sus fronteras con Egipto (1979) y Jordania (1994), permaneciendo los restantes límites indefinidos.

### Otras denominaciones
Aunque desde los medios de comunicación se suelen utilizar los términos «Territorios Palestinos», «Territorios Ocupados», o simplemente «Palestina» como si fueran sinónimos, conviene aclarar lo siguiente:

#### Territorios Ocupados
Es un término confuso ya que, usado en el contexto de la región, puede referirse a dos realidades territoriales distintas: los Territorios Palestinos, o bien los territorios ocupados por Israel durante la guerra de los Seis Días de 1967. La confusión se debe a que en el transcurso de esta guerra Israel no solo conquistó los Territorios Palestinos, sino que también conquistó la península del Sinaí, Jerusalén Oriental y los Altos del Golán, los cuales incorporaría a la administración israelí en 1981, siendo una extensión territorial reivindicada por Siria, excepto las granjas de Shebaa que son reivindicadas por el Líbano.

#### Palestina
El término de Palestina puede referirse a dos realidades históricas:
- Con anterioridad al plan de partición de Palestina que preveía la creación de un estado judío y de un estado árabe palestino, ha designado una región geográfica sin límites precisos, conocida también como Tierra Santa, como provincia del Imperio otomano y finalmente como Protectorado británico, y que incluía además de los Territorios Palestinos, el espacio que actualmente ocupa el Estado de Israel y Jordania. Por último, sectores extremistas árabes llaman Palestina también al territorio del actual Estado de Israel, además de la Franja de Gaza y Cisjordania.
- Desde finales del siglo XX, numerosos países y organismos internacionales designan a los territorios palestinos como «Palestina», en referencia al Estado independiente reivindicado por la OLP en la Franja de Gaza, Cisjordania y Jerusalén Este. De hecho, desde el 15 de diciembre de 1988 la ONU utiliza el término «Palestina» en lugar de «Organización para la Liberación de Palestina» (OLP) en su organización, sus agencias y sus organismos afiliados, y desde el 29 de noviembre de 2012 ha admitido a «Palestina» como Estado observador no miembro.[25][26] Por otro lado, las representaciones diplomáticas de la Autoridad Nacional Palestina acreditadas en el extranjero se conocen como embajadas y misiones diplomáticas «de Palestina», y no «de los territorios palestinos».[27]

#### Territorios Liberados
Este término es utilizado por algunos sectores nacionalistas de Israel para referirse a los territorios que fueron conquistados por este país durante la guerra de los Seis Días de 1967. Dichos sectores creen que los territorios de Judea y Samaria y, en menor medida, Gaza son parte integral del Estado de Israel por razones históricas, morales y religiosas, y deberían ser anexados por el mismo.

## Historia

### Mandato británico de Palestina
Tras la derrota del Imperio otomano en la Primera Guerra Mundial, la Sociedad de las Naciones otorgó el mandato sobre la región de Palestina al Reino Unido, en la Conferencia de San Remo (1920), celebrada en Italia. El territorio a administrar incluía todo lo que es actualmente Israel, Cisjordania con Jerusalén Este, la Franja de Gaza y Jordania.
En 1943, un 6% de la superficie del Mandato británico (que incluía a la actual Jordania), aproximadamente 1.514.000 dunams, era propiedad judía. En 1945, el Yishuv contaba con 579.000 habitantes, el 31,5% de la población palestina, «un pequeño pero sólido cuasi-estado». En 1946, la mayor parte del Mandato Británico de Palestina (unos 90.000 kilómetros cuadrados al este del río Jordán, el 77% del territorio total de la región) fue destinada a la creación de la entidad árabe de Transjordania. El 29 de noviembre de 1947 la ONU aprobó en su resolución 181/11 el Plan de partición de Palestina, que proponía su división en dos Estados, uno árabe y otro judío, otorgando aproximadamente la mitad de la tierra a cada uno, y un régimen internacional autónomo para la ciudad de Jerusalén, bajo la autoridad de las Naciones Unidas. A la comunidad judía, con alrededor de un 30% de la población, le adjudicaba el 55% del territorio (si bien el 45% correspondía al desierto del Néguev), y a la árabe, con el 67% de la población, el 45% restante. La división establecía dos Estados troceados en porciones apenas unidas: sin homogeneidad territorial y en el caso judío con el 50% de población árabe, dejó disconformes a ambas partes. Sin embargo, en opinión de Fraser (2004) «la opinión del sionismo desde 1937 acerca de la partición no había sido consistente, algunos viendo la partición como la única forma de conseguir la construcción de su Estado, otros considerándola una traición al sueño sionista». En cualquier caso, los judíos aceptaron el plan y los árabes lo rechazaron de plano.

### Guerra árabe israelí de 1948
En 1948 finalizó el Mandato británico, e inmediatamente después David Ben-Gurión proclamó el Estado de Israel en el territorio asignado por la ONU un año antes, con la oposición árabe a dicho Plan. Según Martin Gilbert, David Ben-Gurión dijo a Auni Abdul Hadi, político árabe anterior a 1948:

Nuestro objetivo final es la independencia del pueblo judío en Palestina, en ambos lados del Jordán, no como una minoría sino como una comunidad de varios millones. En mi opinión, es posible crear en un periodo de cuarenta años, si se incluye Transjordania, una comunidad de cuatro millones de judíos además de la comunidad árabe de dos millones.
Martin Gilbert

Los cinco Estados árabes vecinos (Líbano, Siria, Jordania, Irak y Egipto) apostaron por la destrucción del novel Estado judío y lo invadieron el día siguiente de su proclamación, lo que desembocó en la primera guerra árabe-israelí. En la guerra intermitente que tuvo lugar durante los siguientes 15 meses (con varias treguas promovidas por la ONU), Israel adquirió un 26% adicional del territorio del antiguo Mandato, mientras que Transjordania y Egipto ocuparon la parte restante destinada por la ONU al Estado árabe-palestino: Egipto ocupó y administró Gaza, mientras que Transjordania ocupó y luego se anexionó Cisjordania y Jerusalén Este, cambiando la denominación del país a la de Jordania. En 1949 se alcanzó un armisticio entre Israel y los países árabes plasmado en la Línea Verde, y que fue aceptado por la comunidad internacional.
Tras la guerra, el territorio árabe inicialmente previsto por la ONU se vio reducido a menos de la mitad. Menguó de 11.800 km² a apenas 5.400 km², mientras Israel acrecentó su territorio de un área de 14.500 km² a un área territorial de 20.850 km².
La expulsión y huida de los palestinos en 1948 fue, en proporción de la población afectada, una de las mayores migraciones forzadas en la historia moderna de Oriente Medio. Afectó a aproximadamente el 53% de la población árabe de Palestina y al 82% de los árabes que residían en la parte de Palestina que se convirtió en Israel. La guerra provocó miles de desplazados en ambos sentidos: entre 600.000 y 800.000 árabes de la zona israelí fueron obligados a desplazarse a las vecinas Gaza y Cisjordania, y también a otros países árabes más alejados, dando origen al problema de los refugiados palestinos, que todavía hoy perdura. Las Naciones Unidas dan como cifra oficial 726.000 personas, aunque según la terminología de la propia ONU, solo un tercio son técnicamente refugiados; el resto, los que se instalaron en Gaza y Cisjordania, son desplazados dentro del propio país.
En la zona israelí quedaron 100.000 árabes, que adquirieron la nacionalidad israelí. En forma paralela, las comunidades judías que habitaban en países árabes (muchas desde antes que esas tierras fuesen arabizadas e islamizadas), se vieron obligadas a emigrar en los años siguientes. Solo durante la década de 1950, 608.200 judíos orientales, una cifra equivalente a la de refugiados palestinos, huyeron o fueron expulsados de territorios árabes y se refugiaron en Israel, donde obtuvieron la ciudadanía israelí gracias a la denominada Ley del Retorno; otros 290.800 refugiados judíos se establecieron en Francia o en los Estados Unidos (véase éxodo judío de países árabes).

### Creación de la OLP
En 1964 se funda en Jerusalén la Organización para la Liberación de Palestina (OLP), que desde 1969 sería controlada por la organización Al Fatah, dirigida por Yasir Arafat. En sus estatutos fundacionales, en el artículo 24, la OLP declaró no reclamar soberanía alguna sobre el territorio de Cisjordania, "perteneciente al reino Hachemita de Jordania" y la Franja de Gaza. Postura que cambia radicalmente en los planteamientos posteriores a la ocupación israelí de 1967. Hasta entonces, los árabes no se llamaban a sí mismos palestinos, sino jordanos o árabes, y fue el nacimiento de la OLP el que desembocó en la reivindicación de una Nación Palestina soberana (en 1956, Ahmed Shukeiri, futuro presidente de la OLP, afirmaba «que Palestina no es más que Siria del sur».). En 1974, la OLP sería reconocida por la Asamblea General de las Naciones Unidas como la representante del pueblo árabe palestino.
Algunos palestinos se definían como parte de una gran nación panárabe, adhiriéndose a la ideología baazista. En ese sentido, en 1977 Zuheir Mohsen, líder de la facción pro siria de la OLP as-Saiqa, fundada por el partido Baaz, y destacado miembro del partido Baaz en Siria, comentó en una entrevista al periódico neerlandés Trouw:

No existe un pueblo palestino. La creación de un estado palestino es un medio a favor de la continuidad de nuestra lucha contra Israel y a favor de la unidad árabe... Pero en realidad no existe ninguna diferencia entre los jordanos y los palestinos, los sirios y los libaneses. Todos nosotros formamos parte del pueblo árabe. Solamente por razones políticas y tácticas hablamos de la existencia de una identidad palestina, ya que está en el interés nacional de los árabes el oponer al sionismo una existencia separada de los jordanos. Por razones tácticas, Jordania que es un estado con fronteras fijas, no puede reclamar a Haifa y Jaffa. Yo como palestino, por el contrario, puedo reclamar Haifa, Jaffa, Beersheba y Jerusalén. Pero en cuanto se hayan restablecido nuestros derechos por la totalidad de Palestina, no esperaremos un minuto más para la unificación de Jordania y Palestina.

En esta tierra vivían árabes que mayormente provenían de Siria y Jordania, pero también judíos. En este sentido, también los judíos son palestinos. Por eso en su tiempo la primera ministra Golda Meir dijo: "Yo también soy palestina."
También fue Golda Meir quien dijo: "Sólo podremos tener paz con los árabes, cuando éstos amen más a sus hijos de lo que nos odian a nosotros."

### Guerra de los Seis Días

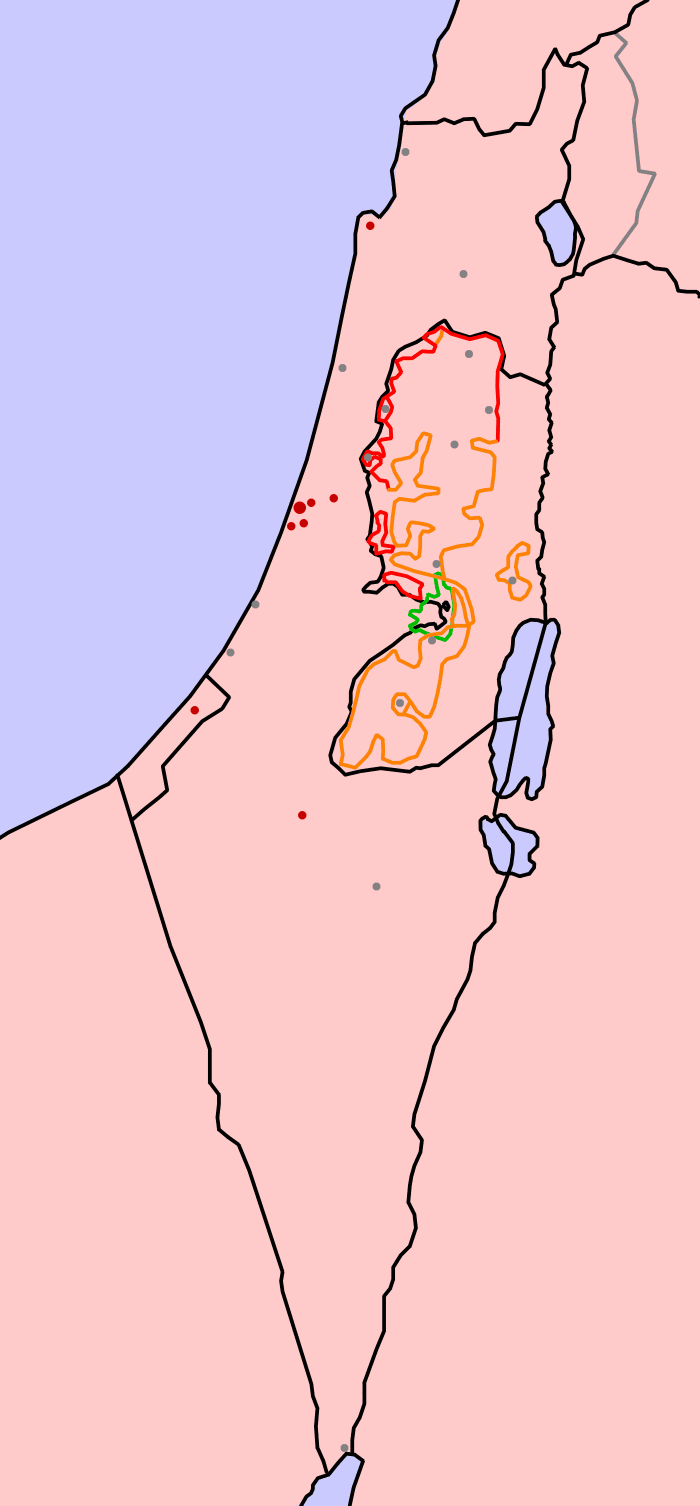
Mapa de la región (2004).

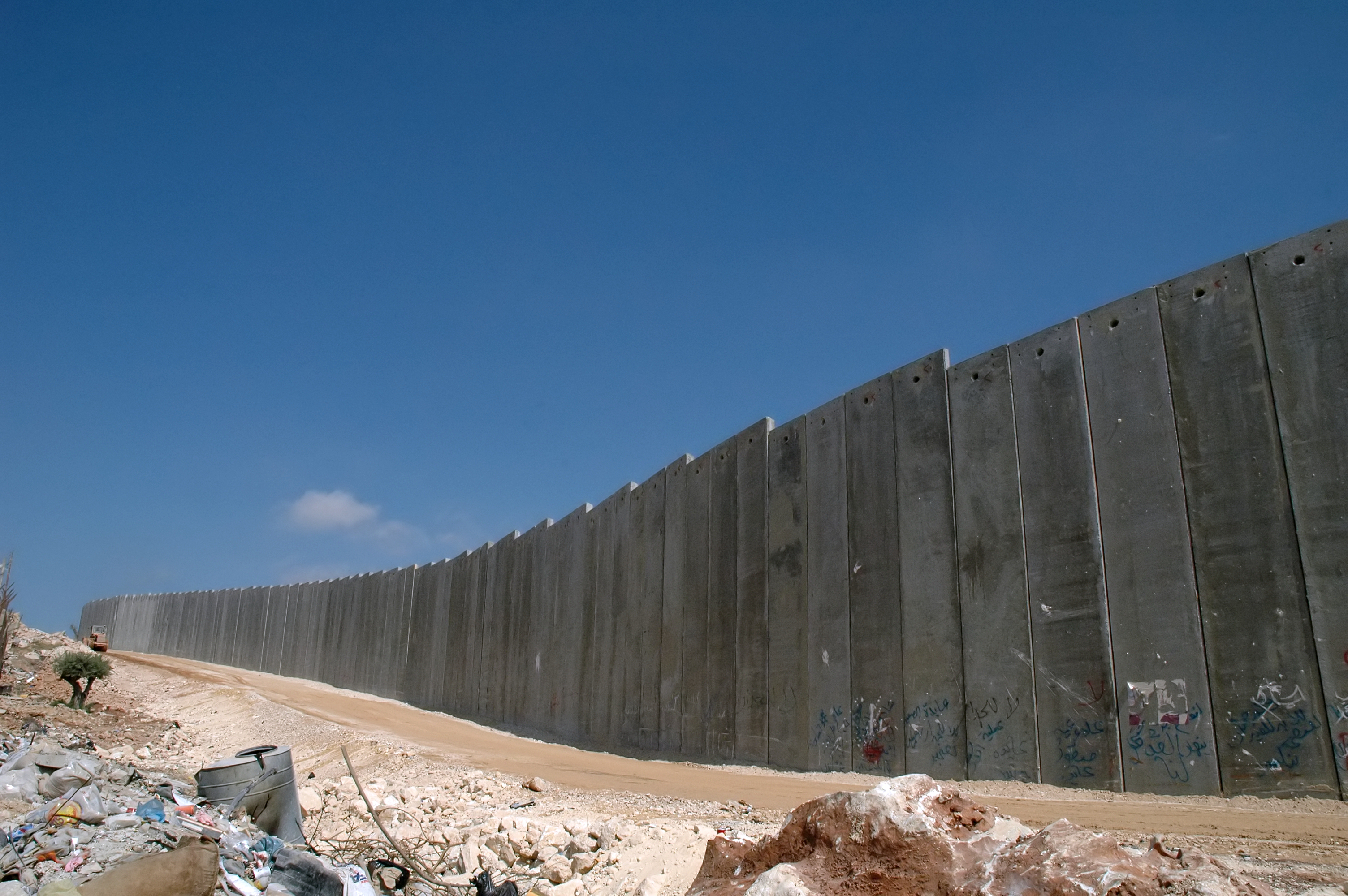
Muro de Cisjordania, uno de los hitos de la ocupación israelí.

Durante la guerra de los Seis Días, en 1967, Israel conquista la Franja de Gaza a Egipto, y Cisjordania y Jerusalén Este a Jordania, que previamente había anexionado este territorio (siendo reconocida la anexión por Pakistán y el Reino Unido), junto con los territorios sirios de los Altos del Golán y la península egipcia del Sinaí.
Egipto renunció a sus demandas sobre la Franja de Gaza en 1979, mientras que Jordania hizo lo propio con Cisjordania en 1988. Como resultado, un tratado de paz se firmó el 26 de marzo de 1979 entre Egipto e Israel, y un tratado de paz israelí-jordano se concluyó el 26 de octubre de 1994. Siendo estos dos países los primeros en firmar la paz con su vecino y reconociendo a Israel como país soberano.
Desde 1967 Cisjordania y la Franja de Gaza se encuentran bajo ocupación militar israelí, tras la guerra de los Seis Días, mientras que Jerusalén Este fue anexada por Israel al mismo tiempo que reunificaba toda la ciudad proclamándola capital indivisible del Estado de Israel mediante la Ley de Jerusalén.

### Proclamación del Estado de Palestina y procesos de paz
El 15 de noviembre de 1988, Yasser Arafat, líder de la OLP, llevó a cabo la declaración de independencia del Estado de Palestina, en un acto que se consideró simbólico por no ejercer control su organización sobre ningún territorio.
En 1991, en la Conferencia de Paz de Madrid, comenzaron las negociaciones de paz que deberían haber culminado con la creación de un estado árabe en la Franja de Gaza y parte de Cisjordania. Las negociaciones llevaron a los Acuerdos de Oslo de 1993, a partir de los cuales Israel comenzó una lenta retirada de los territorios ocupados, básicamente de los centros de población, transfiriendo la responsabilidad a la Autoridad Palestina.
El lento avance del proceso de paz se vio frenado en el año 2000, con la eclosión de la segunda Intifada, justo en el momento en que las posiciones negociadoras de Israel habían alcanzado su máximo histórico. En los medios israelíes predomina la versión que atribuye el comienzo de esta Intifada a la negativa del líder palestino, Yasir Arafat, de aceptar la propuesta del primer ministro israelí, Ehud Barak, que ofrecía el 95% de los territorios en disputa, aunque las fuentes palestinas y los analistas de los medios de comunicación internacionales atribuyeron el origen de la revuelta a que Ariel Sharón, junto a cientos de policías, visitase la zona exterior de la Cúpula de la Roca y la mezquita de Al-Aqsa de Jerusalén, algo que fue considerado por los palestinos como una provocación (pese a haber sido aceptada por el jefe de seguridad palestina en Cisjordania, Jibril Rajub). Una comisión internacional gestionada por la ONU y encargada por las partes, la Comisión Mitchell, determinó que «la visita de Sharón no causó la Intifada Al Aqsa». En el año 2005 el gobierno de Israel promovió la retirada de su ejército y el desalojo de ocho mil israelíes tras desmantelar todas las colonias judías de la Franja de Gaza y cuatro de Cisjordania, medida conocida como el Plan de retirada unilateral israelí y que se completó en septiembre de 2005.
En diciembre del año 2017, Donald Trump proclamó la ciudad de Jerusalén como capital de Israel, provocando así nuevos conflictos en la zona. Casi ningún país del mundo apoyó la medida tomada por Trump, ya que esto solo serviría para aumentar las tensiones y dañar el proceso de paz. 

## Organización político-administrativa

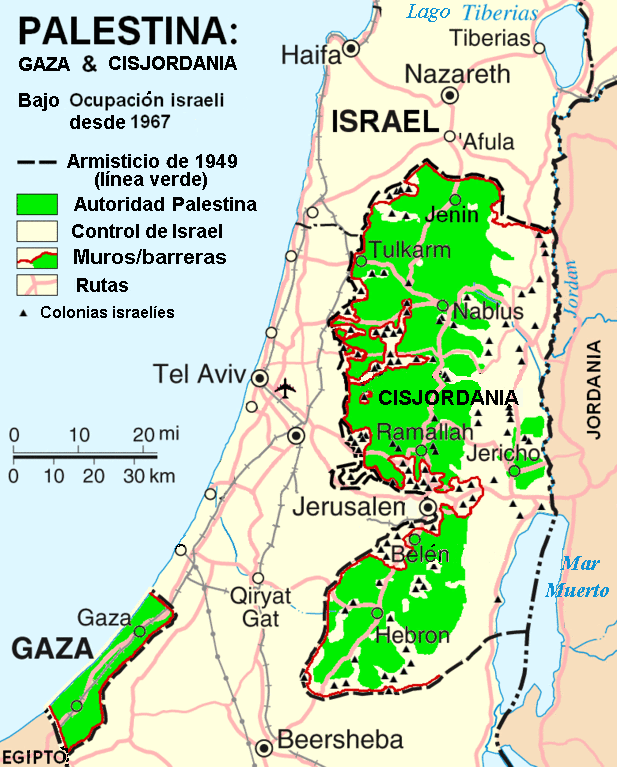
Situación de los Territorios Palestinos en 2007.

Como resultado de los Acuerdos de Oslo firmados entre el Estado de Israel y la Organización para la Liberación de Palestina (OLP), se estableció en el año 1994 la Autoridad Nacional Palestina (ANP). Esta entidad jurídico-política fue diseñada como una autonomía transitoria, cuyo estatus final debía haberse concretado en el transcurso de los siguientes cinco años, como resultado de las negociaciones de paz entre las dos partes.
Según los Acuerdos de Oslo, la Autoridad Nacional Palestina tenía por misión ejercer el control sobre la seguridad interior y los asuntos civiles de las zonas urbanas de los Territorios Palestinos Ocupados (denominadas zona A, al principio el 3% de Cisjordania), y el control civil sobre las zonas rurales de estos mismos territorios (definidos como zona B). El resto de territorios, denominados zona C (que incluyen las colonias judías de Gaza y Cisjordania, la zona del Valle del Jordán y las conexiones terrestres entre las ciudades palestinas y que suponían al principio el 72-74% de Cisjordania), debían estar según estos acuerdos bajo responsabilidad exclusiva del Estado de Israel.
Más tarde, y como consecuencia del memorando de Wye River, firmado en 1998, se acordó una retirada israelí adicional de aproximadamente el 13% de Cisjordania, con lo que la zona C pasaría a ser del 72-74% al 60% aproximadamente del territorio y la zona A el 18%. Estas retiradas se llevaron a cabo solo parciamente, a la vez que el número de colonos israelíes se más que doblaba entre 1993 y la actualidad (de 270.000 a aproximadamente 560.000).
Como consecuencia de los Acuerdos de Camp David, y en virtud de la Orden Militar Núm. 947, el gobierno israelí creó en 1981 la Administración Civil para ocuparse de las todas las funciones burocráticas dentro de Cisjordania y Gaza. A la Administración Civil se le encomendaban "los asuntos civiles en la región, de acuerdo con las directivas de esta orden, para el bienestar y el bien de la población y con el fin de suministrar y poner en práctica los servicios públicos, y teniendo en cuenta la necesidad de mantener una administración ordenada y el orden público en la región"  Actualmente, la Administración Civil tiene plena autoridad sobre la población de los territorios definidos como zona C por los Acuerdos de Oslo (actualmente el 60% de Cisjordania, aproximadamente) en asuntos relacionados con la seguridad, planificación urbanística, construcción e infraestructura. También tiene funciones de coordinación y enlace, civil y de seguridad, con la Autoridad Nacional Palestina en las zonas A y B. La Administración Civil es una parte integral del ejército israelí y mando central de las operaciones tanto rutinarias como de emergencia. Desde 2010 está dirigida por el brigadier general Moti Elmoz. Para Gaza hay una Administración de Coordinación y Enlace.
La Administración Civil es una parte de una entidad más grande conocida como Unidad del Coordinador de las Actividades Gubernamentales en los Territorios (COGAT, por sus siglas en inglés), que está subordinada al ministro de Defensa de Israel y forma parte del Estado Mayor General. La COGAT es responsable de la aplicación de la política del gobierno israelí en Cisjordania y Gaza y es la autoridad civil para la planificación urbanística y la infraestructura residencial en Cisjordania, donde atiende las necesidades de los asentamientos israelíes. Desde 2009 está dirigida por el comandante general Eitan Dangot.
La Administración Civil prohíbe la construcción palestina en el 70% de la zona C, debido a diversas razones como la definición de estas áreas como tierras estatales o reservas naturales, o por la incorporación de estas tierras a la jurisdicción de los asentamientos y los consejos regionales. En el 30% restante de la zona C edificar no está a priori prohibido, pero cualquier tipo de construcción debe ser previamente aprobado por la Administración Civil, ya sea para viviendas particulares, estructuras agrícolas o infraestructuras. La Administración Civil, sin embargo, impone severas restricciones a la edificación. Hasta la fecha, la Administración Civil ha evitado aprobar cualquier plan urbanístico general para más del 90% de las aldeas situadas totalmente dentro de la zona C y ha aprobado los planes generales de solo 16 aldeas. Estos planes, elaborados sin la participación de los residentes locales, no cumplen con las necesidades de estos, dado que los límites establecidos en estos planes fueron determinados de acuerdo a las zonas edificadas de cada pueblo en el momento de la planificación, lo que impide la expansión para satisfacer el crecimiento de la población. En consecuencia, los palestinos no se molestan en solicitar un permiso de construcción, por lo que las órdenes de demolición son habituales. Según cifras de la Administración Civil, entre 2000 y 2012 la Administración Civil emitió 9.682 órdenes de demolición de estructuras palestinas construidas sin permiso y ha demolido 2.829 de ellas.

## Reconocimiento internacional de Palestina
La Autoridad Nacional Palestina disfruta de cierto reconocimiento internacional como institución representativa del pueblo palestino. En 1974, la Asamblea General de la ONU reconoció a la OLP como representante del pueblo palestino, otorgándole la condición de observadora. Puede así participar en todos los trabajos de la Asamblea y en las conferencias internacionales convocadas por la ONU, y desde 1976, es invitada regularmente por el Consejo de Seguridad a participar en sus deliberaciones sobre la situación en el Oriente medio, la cuestión de Palestina y asuntos conexos.
La ANP recibe financiación por parte de diversos donantes internacionales entre los que se encontraban la Unión Europea y los Estados Unidos, que han bloqueado en 2006 las ayudas debido a la victoria electoral de Hamás en las elecciones legislativas palestinas, ya que este grupo (considerado por aquellos como grupo terrorista) se niega a cumplir las tres demandas de la comunidad internacional: reconocer el derecho del Estado de Israel a existir, renunciar al terrorismo u otro tipo de violencia y aceptar la validez de los acuerdos de Oslo.
El 31 de octubre de 2011, la Asamblea General de la Unesco admitió en su seno a Palestina. 107 de los 194 Estados miembros de la organización de la ONU votaron a favor, 14 en contra y 52 se abstuvieron. En respuesta, Israel aceleró la construcción de nuevas viviendas en Jerusalén Este y Cisjordania y congeló la transferencia de fondos a las autoridades palestinas, que garantizan el 30% del presupuesto de la Autoridad Palestina; no obstante, la presión internacional obligó al gobierno israelí a dar marcha atrás sobre esta última medida, aunque no logró paralizar la construcción de 2000 nuevas viviendas en las colonias de Cisjordania. Por su parte, los Estados Unidos, el mayor contribuyente de la Unesco, anunciaron que dejaban de contribuir al presupuesto de la organización, dado que una ley federal prohíbe financiar a las agencias de la ONU que reconozcan a Palestina como Estado.
En septiembre de 2012 el presidente de la ANP, Mahmud Abbas, anunció que los palestinos acudirán ante la Asamblea General de la ONU para solicitar su admisión como «Estado no miembro». Fuentes palestinas indicaron que el texto de la petición deberá incluir el establecimiento de un Estado palestino en las fronteras de 1967 y el respeto a la llamada Hoja de Ruta. En noviembre de 2012, el ministro de Exteriores israelí, Avigdor Lieberman, afirmó que si los palestinos seguían adelante con su proyecto de reconocimiento, Israel podría desmantelar la autoridad palestina y derrocar a su presidente, Mahmud Abbas.
Finalmente el 29 de noviembre de 2012, la asamblea general de las Naciones Unidas debatió el cambio de estatus del territorio palestino en la organización, para que pasara de ser «entidad» a "Estado observador no miembro", lo que significaría un avance diplomático para la creación del Estado palestino independiente de Israel. La petición de Palestina fue aprobada el mismo día con 138 votos a favor, 41 abstenciones y 9 votos en contra. La resolución, copatrocinada por 60 países, se pronunció a favor de los derechos inalienables del pueblo palestino y pugnó por el fin de la ocupación israelí iniciada en 1967 y por un Estado palestino independiente, soberano, democrático y contiguo con las fronteras definidas antes de 1967.

## Derechos humanos en los Territorios Palestinos
La situación de ocupación en la que se encuentra gran parte del territorio y su estatus de nación sin estado y en proceso de independencia condiciona en gran medida, según diversas organizaciones, la vida de los ciudadanos palestinos. Esta situación ha sido denunciada por organizaciones desde diversos ámbitos: organizaciones pro-derechos humanos como Amnistía Internacional, Intermón-Oxfam, Human Rights Watch, Paz Ahora y B'Tselem, organizaciones internacionales como la ONU y sus organismos (UNICEF, Oficina de las Naciones Unidas Para la Coordinación de Asuntos Humanitarios OCHA y la Agencia de Naciones Unidas para los Refugiados de Palestina en Oriente Próximo), la Unión Europea y partidos políticos, entre otras. Estas organizaciones consideran que los actos cometidos por algunas instituciones de Israel como la construcción del Muro de Cisjordania, los asesinatos selectivos, la destrucción de casas y la construcción de asentamientos en Cisjordania constituyen una violación de los derechos de los ciudadanos palestinos. También Hamás y Fatah han sido acusadas de violaciones de los derechos humanos contra la propia población palestina, que incluyen detenciones ilegales, torturas y ejecuciones sumarias.
Naciones Unidas mantiene una Oficina para la Coordinación de la Ayuda Humanitaria en los Territorios Palestinos Ocupados Archivado el 6 de febrero de 2012 en Wayback Machine. (OCHAOPT en sus siglas inglesas) que realiza periódicamente informes analizando la situación humanitaria en los Territorios.
El 5 de junio de 2007, Amnistía Internacional presentó un informe titulado Israel y los Territorios Ocupados Palestinos: 40 años de ocupación, no hay seguridad sin derechos básicos, en el que denuncia los abusos que, según la organización, se han cometido contra la población palestina desde la guerra de los Seis Días.

## Grupos armados palestinos
Hay algunas organizaciones y partidos políticos palestinos que practican o han practicado la lucha armada o el terrorismo contra Israel y sus ciudadanos (tanto dentro como fuera de Israel y de los territorios palestinos), como medio para conseguir sus objetivos, los cuales han variado a lo largo del tiempo. No todas las organizaciones apoyan de la misma forma los ataques violentos contra la población israelí, ni estos se han mantenido iguales a lo largo del tiempo, pues ha variado su intensidad y su forma, habiéndose declarado numerosas treguas en función de la situación geopolítica del momento.
La violencia política por parte de grupos árabes palestinos es anterior a la creación del Estado de Israel (1948) y, por tanto, de la ocupación de los territorios palestinos (1967). Durante el mandato británico tuvo lugar la matanza de Hebrón y la masacre de Safed (1929). También la Gran Revuelta Árabe (1936) supuso numerosos actos de sabotaje contra infraestructuras británicas y ataques terroristas contra la población judía, alentados por líderes palestinos como Amin Al-Husseini, en una época de violencia mutua entre la población árabe y judía. Hay que decir también, que la contundente represión británica de esta rebelión desorganizó y debilitó en gran medida a los palestinos lo que los dejó sin defensa alguna frente a los ataques de los grupos armados judíos como la Hagana o el Irgun.
La no aceptación del acuerdo del plan de partición de la ONU de 1947 fue la justificación que sirvió al incipiente estado judío, ya avalado por la comunidad internacional, para no respetarlo tampoco e ir más allá de las fronteras impuestas en la mesa de negociaciones. Los palestinos renegaban de él porque para ellos significaba entregar el control de más de la mitad del territorio a menos de un tercio de la población cuando lo cierto es que ellos eran los dueños legales de la mayor parte de las tierras palestinas antes de los acuerdos de partición. Por otra parte los líderes judíos aceptaron el acuerdo como un buen punto de partida para la creación de un estado judío. Estado que debía tener una amplia mayoría judía lo cual no era la realidad demográfica de la región. Estos hechos llevaron a un recrudecimiento de la violencia. El inevitable enfrentamiento dado el evidente conflicto de intereses se resolvió a favor de los judíos, mucho mejor armados y organizados, lo que conllevó la expulsión de gran cantidad de palestinos de los territorios que habitaban creándose, desde entonces, la problemática aún actual y de difícil solución de los refugiados palestinos (véase Nakba). La destrucción completa de numerosas aldeas palestinas y el arrebatamiento por la fuerza de sus tierras llevados a cabo con una precisa planificación previa llevan a muchos historiadores actuales a considerar este episodio como una limpieza étnica organizada.
A pesar de los repetidos acuerdos de armisticio la situación de los palestinos es vista por ellos mismos como de gran injusticia histórica y de humillación permanente lo que ha llevado a la proliferación de numerosos grupos armados que por una parte resisten a la ocupación atacando las colonias, los puestos de control o cualquier unidad militar y por otra han tratado de infundir temor en la sociedad israelí ya sea mediante atentados en el interior de sus fronteras o mediante el lanzamiento de cohetes en zonas limítrofes. Si bien las actividades de resistencia a la ocupación tienen pleno consenso entre la sociedad palestina no ocurre lo mismo con las actividades de terrorismo contra civiles dentro de las fronteras de Israel que algunos grupos rechazan o tratan de minimizar para no dar pretextos a Israel a atacar a su población civil y para no ser vistos por el exterior como terroristas sino como resistentes a la ocupación.
La ocupación israelí de Gaza y Cisjordania es, de hecho, el principal foco de tensión que desde sus inicios motivó numerosos atentados de fedayines contra civiles israelíes, tanto dentro como fuera de Israel (secuestros de aviones y ataques como la masacre de Múnich). En la década de los 1980, con la OLP exiliada en Túnez, se constató un descenso en los atentados. Pero, tras los acuerdos de Oslo, la violencia ha continuado: desde la firma de esos acuerdos (1993) y hasta julio de 2005, 821 civiles israelíes han sido asesinados en actos de violencia política, principalmente mediante atentados suicidas. La mayoría de ellos (553) lo fueron dentro de las líneas del armisticio de 1949.
Las organizaciones que practican la violencia política contra Israel y sus ciudadanos han sido consideradas organizaciones terroristas por los Estados Unidos, la Unión Europea y otros países:
- Hamás
- Yihad Islámica Palestina
- Frente Democrático para la Liberación de Palestina
- Frente por la Liberación de Palestina
- Frente Popular para la Liberación de Palestina
- Septiembre Negro
- Comités de Resistencia Popular
- Brigadas de los Mártires de Al-Aqsa